# Jason Lee (színművész)
Jason Michael Lee (Santa Ana, Kalifornia, 1970. április 25. –) amerikai színész, profi gördeszkás és fotós.
Legismertebb szerepe Earl Hickey volt A nevem Earl című vígjátéksorozatban, továbbá Kevin Smith filmrendezéseiben is rendszeresen feltűnik.

## Fiatalkora
A kaliforniai Orenge-ben született Carol és Greg Lee fiaként.

## Pályafutása
Az 1980-as évek végétől az 1990-es évek elejéig profi gördeszkásként tevékenykedett. 1992-ben társalapítója volt a Stereo Skateboards-nak. Lee később együtt dolgozott Tony Hawkkal, amikor hangját kölcsönözte a Tony Hawk’s Project 8 videójátékhoz, majd 2010-ben a Skate 3-ban Frank edző karakteréhez.
Gördeszkás karrierjét adta fel, hogy színész lehessen. Első fontos szerepét Kevin Smith Shop-show-jában kapta. Smith és Lee között barátság alakult ki, és a későbbiekben Smith több filmjében is szerepeltette: Jay és Néma Bob visszavág, Dogma, Képtelen képregény, Shop-stop 2., Két kopper.
A Hihetetlen család című animációs filmben Szilánk karakterének hangja volt. Az Alvin és a mókusok  összes részében szerepelt. 2005-ben megkapta az NBC A nevem Earl című szitkomjának főszerepét. Egy kisstílű bűnözőt játszott, aki egy őt ért baleset során felfedezi a karmát, és megpróbálja minden korábbi rossz cselekedetét jóvá tenni, hogy így élete jobbra fordulhasson. Earl Hickey szerepe két Golden Globe-jelölést hozott számára, és több más díjat kapott érte.

## Magánélete
1995-ben vette feleségül Carmen Llywelyn színésznő-fényképészt, akitől 2001-ben elvált. 2001 és 2007 között Beth Reisegraf színésznővel élt együtt, egy fiuk született. 2008-ban összeházasodott Ceren Alkaç török modellel, ugyanebben az évben született meg lányuk.
Lee a szcientológia egyház tagja volt.

## Filmográfia

### Film
| Év   | Magyar cím                         | Eredeti cím                             | Szerep                       | Magyar hang          |
| ---- | ---------------------------------- | --------------------------------------- | ---------------------------- | -------------------- |
| 1995 | Shop-show                          | Mallrats                                | Brodie Bruce                 | Széles Tamás         |
| 1997 | Comic strip – Képtelen képregény   | Chasing Amy                             | Banky Edwards                | Alföldi Róbert       |
| 1997 | Comic strip – Képtelen képregény   | Chasing Amy                             | Banky Edwards                | Seszták Szabolcs     |
| 1998 | Hűségteszt                         | Kissing a Fool                          | Jay Murphy                   | László Zsolt         |
| 1998 | Szakácspárbaj                      | Cuisine américaine                      | Loren Collins                | Lux Ádám             |
| 1998 | A közellenség                      | Enemy of the State                      | Zavitz                       | Németh Kristóf       |
| 1999 | Dogma                              | Dogma                                   | Azrael                       | Viczián Ottó         |
| 1999 | Dilidoki                           | Mumford                                 | Skipp Skipperton             | Alföldi Róbert       |
| 2000 | Majdnem híres                      | Almost Famous                           | Jeff Bebe                    | Epres Attila         |
| 2001 | Vanília égbolt                     | Vanilla Sky                             | Brian Shelby                 | Jakab Csaba          |
| 2001 | Szívtiprók                         | Hearthbrakers                           | Jack Withrowe                | Viczián Ottó         |
| 2001 | Jay és Néma Bob visszavág          | Jay and Silent Bob Strike Back          | Brodie Bruce / Banky Edwards | Takátsy Péter        |
| 2002 | Az iskoláját!                      | Stealing Harvard                        | John Plummer                 | Kaszás Gergő         |
| 2002 | Totál káosz                        | Big trouble                             | Puggy                        | Welker Gábor         |
| 2003 | Esküdni mernék                     | A Guy Thing                             | Paul Morse                   | Csík Csaba Krisztián |
| 2003 | Álomcsapda                         | Dreamcatcher                            | Joe Clarendon                | Kaszás Gergő         |
| 2004 | A Hihetetlen család                | The Incredibles                         | Öcsi / Szilánk (hangja)      | Jáksó László         |
| 2005 | Lopakodó                           | Stealth                                 | Yune                         |                      |
| 2005 | Jack és Rose balladája             | The Ballad of Jack and Rose             | Gray                         | Csankó Zoltán        |
| 2005 | Dögölj meg, édes!                  | Drop Dead Sexy                          | Frank                        | Karácsonyi Zoltán    |
| 2006 | Shop-stop 2.                       | Clerks 2                                | Lance Dowds                  | Viczián Ottó         |
| 2007 | Ultrakopó                          | Underdog                                | Ultrakopó (hangja)           | Hujber Ferenc        |
| 2007 | Alvin és a mókusok                 | Alvin and the Chipmunks                 | David "Dave" Seville         | Anger Zsolt          |
| 2009 | Alvin és a mókusok 2.              | Alvin and the Chipmunks: The Squeakquel | David "Dave" Seville         | Anger Zsolt          |
| 2010 | Két kopper                         | Cop out                                 | Roy                          | Hannus Zoltán        |
| 2011 | Alvin és a mókusok 3.              | Alvin and the Chipmunks: Chipwrecked    | David "Dave" Seville         | Anger Zsolt          |
| 2011 | Noé Bárkája – Az új kezdet         | Noah's Ark: The New Beginning           | Jáfet (hangja)               |                      |
| 2011 |                                    | The Other Side                          | Mortimer Flybait (hangja)    |                      |
| 2011 | Sose bízz a szomszédodban!         | Columbus Circle                         | Charles Stanford             | Nagy Ervin           |
| 2014 | Rossz kisfiú                       | Behaving Badly                          | Krumins atya                 |                      |
| 2014 |                                    | Tell                                    | Ray                          |                      |
| 2015 | Alvin és a mókusok – A mókás menet | Alvin and the Chipmunks: The Road Chip  | David "Dave" Seville         | Lux Ádám             |
| 2017 |                                    | The Best Fish Hooks Of All              | Steve Jackson                |                      |
| 2017 |                                    | Growing Up Smith                        | Butch Brunner                |                      |
| 2019 | Jay és Néma Bob reboot             | Jay and Silent Bob Reboot               | Brodie Bruce                 |                      |
| 2024 |                                    | The 4:30 Movie                          | Brian apja                   |                      |

### Televízió
- 2005–2009: A nevem Earl (My Name Is Earl) – Earl Hickey (főszereplő, magyar hangja Lux Ádám)
- 2010–2012: Nevelésből elégséges (Raising Hope) – Smokey